# Grüne Lunge
Als Grüne Lunge werden innerstädtische zusammenhängende Grünflächen und Parks umgangssprachlich bezeichnet, die einen besonderen Erholungswert für die Stadtbewohner haben. Die Verwendung des Wortes Lunge soll das Atmungsorgan der Stadt symbolisieren. 
In vielen Großstädten gibt es so bezeichnete Freizeit- und Erholungsflächen. Die bekanntesten dürften der Central Park in New York City, der Hyde Park in London, der Englische Garten in München, die Serra de Collserola in Barcelona unter vielen anderen sein. Der Begriff wird auch in Stadtführern, Beschreibungen und Broschüren regelmäßig verwendet. Urbane Grünflächen gelten als wichtig für die Erholungsfunktion, sie können Staub binden und positiv auf die Temperaturen einwirken.
Aus globaler Perspektive werden die großen Wälder des Amazonasbeckens oder die Taiga als „Grüne Lunge der Erde“ bezeichnet.